# James Chester
James Grant Chester (Warrington, 23 januari 1989) is een Welsh voetballer die doorgaans als centrale verdediger speelt. Hij verruilde West Bromwich Albion in augustus 2016 voor Aston Villa. Chester debuteerde in 2014 als Welsh international.

## Clubcarrière

### Manchester United
Chester werd op achtjarige leeftijd opgenomen in de jeugdopleiding van Manchester United. Op zijn zestiende tekende hij er een profcontract. Manchester verhuurde hem op 2 februari 2009 voor één maand aan Peterborough United en daarna voor drie maanden aan Plymouth Argyle. Manchester verhuurde Chester op 3 augustus 2010 voor vier maanden aan Carlisle United.

### Hull City AFC
Manchester United verkocht Chester in januari 2011 aan Hull City, dat een bedrag van ongeveer 350.000 euro voor hem betaalde. Samen met Jack Hobbs vormde hij twee seizoenen lang een duo centraal achterin bij The Tigers, op dat moment actief in de Championship. Hij promoveerde in 2013 met Hull City naar de Premier League. Hobbs werd uitgeleend aan Nottingham Forest, terwijl Curtis Davies overkwam van Birmingham City. Davies en Chester vormden tijdens het seizoen 2013/14 samen het duo centraal in de verdediging. Hij stond met Hull City in de finale van de strijd om de FA Cup 2014, die de ploeg van trainer-coach Steve Bruce met 3-2 verloor van Arsenal. Chester nam de openingstreffer voor zijn rekening in dat duel. De zestiende plaats in de competitie dat seizoen was genoeg voor behoud in de Premier League. De achttiende plaats een jaar later was dat niet.

### West Bromwich Albion
Chester daalde niet met Hull af naar de Championship, maar tekende in juli 2015 een contract tot medio 2019 bij West Bromwich Albion, de nummer dertien van de Premier League in het voorgaande seizoen. Dat betaalde Hull City circa €11.300.000,- voor hem.

## Interlandcarrière
Chester werd geboren in het Engelse Warrington. Zijn moeder is afkomstig van het Welshe stadje Rhyl. Begin mei 2014 maakte Chester zijn wens bekend om voor Wales te willen uitkomen. Op 4 juni 2014 maakte hij zijn debuut als Welsh international in de vriendschappelijke interland tegen Nederland in de Amsterdam ArenA. Met Wales nam hij deel aan het Europees kampioenschap 2016 in Frankrijk. Wales werd in de halve finale uitgeschakeld door Portugal (0–2), na in de eerdere twee knock-outwedstrijden Noord-Ierland (1–0) en België (3–1) te hebben verslagen.